# Peceneaga
Peceneaga es una comuna ubicada en el distrito de Tulcea, Rumania.

## Superficie
Posee una superficie de 55,51 kilómetros cuadrados.

## Demografía
Hasta 2021 la población era de 1465 habitantes, con una densidad de población de 26,39 habitantes por kilómetro cuadrado.